# Tremotylium
Tremotylium — рід лишайників родини Thelotremataceae. Назва вперше опублікована 1865 року.